# Beach House
Beach House (рус. Пляжный домик) — американский музыкальный дуэт, основанный в Балтиморе, Мэриленд, состоящий из урожденной француженки Виктории Легран и американца Алекса Скэлли. Дуэт играет преимущественно Инди-рок и дрим-поп. Альбомы группы (2006, 2008, 2012) попадали в список самых важных пластинок года по мнению редакции портала Pitchfork.

## История

### Начало карьеры и первый альбом
Группа образовалась в 2004 году, в её составе — Виктория Легран (вокал, электро-орган) и Алекс Скэлли (гитара и синтезаторы). Группа сразу же обратила на себя внимание общественности, и, в частности, композиция Apple Orchard в августе 2006 попала в музыкальную компиляцию от Pitchfork Media. Их дебютный альбом Beach House был выпущен в октябре 2006 на лейбле Carpark Records. По итогам года он был включен в список лучших пластинок года от Pitchfork.

### Второй альбом и сотрудничество с другими исполнителями
Выход второго альбома Devotion состоялся 26 февраля 2008 года. Следом за ним, 21 октября был издан сингл Used to Be. Второй полноформатный альбом занял 16 место в итоговом списке от Pitchfork. На протяжении 2008 и 2009 годов музыканты поучаствовали в нескольких совместных проектах с другими известными исполнителями.
Для компиляции Dark Was The Night была записана кавер-версия песни Play the Game группы Queen. Это был двадцатый по счету музыкальный сборник, записанный благотворительной организацией Red Hot Organization, которая направляет выручку от продажи музыки в фонды по борьбе со СПИДом. Релиз был доступен на различных носителях: три виниловых LP, двойной CD, и для скачивания через iTunes Store.
Вокалистка Виктория Легран также поучаствовала в записи бэк-вокала в композиции Two Weeks группы Grizzly Bear, а затем её голос прозвучал в песне Slow Life этого же коллектива, который был включен в саундтрек к фильму Новолуние.

### Третий альбом
26 января 2010 группа выпустила свой третий альбом Teen Dream. Пластинка вышла на известном лейбле Sub Pop. В альбом была включена переработанная версия песни Used to Be, выпущенная ранее отдельным синглом. Третий трек альбома Norway был размещен для бесплатного скачивания в Интернете, и по итогам недели (с 12 по 19 января) был назван лучшим бесплатным синглом в iTunes. Продюсером альбома выступил Крис Коуди, ранее работавший с Yeah Yeah Yeahs, TV on the Radio, Grizzly Bear.

## Стиль и влияние на других артистов
Наиболее точным определением стиля группы является дрим-поп. Звучанию присущи медленные, плавные, атмосферные ритмы, эффект эхо. Голос Виктории часто сравнивается с вокалом Нико.
Среди исполнителей, повлиявших на их становление, участники группы называют The Zombies, Brian Wilson, Neil Young, Big Star, Chris Bell. В то же время такие современные исполнители, как MGMT, Эд Дроуст из Grizzly Bear, и Джулиан Касабланкас из The Strokes, признаются в том, что ощутили на себе влияние коллектива из Мэриленда.
Сингл группы Space Song стал частью саундтрека к сериалу "Противостояние".

## Дискография

### Студийные альбомы
- Beach House (3 октября 2006), Carpark Records
- Devotion (26 февраля 2008), Carpark Records
- Teen Dream (26 января 2010), Sub Pop
- Bloom (15 мая 2012), Sub Pop
- Depression Cherry (28 августа 2015), Sub Pop
- Thank Your Lucky Stars (16 октября 2015), Sub Pop
- 7 (11 мая 2018), Sub Pop
- Once Twice Melody (10 ноября 2021), Sub Pop

### Синглы
- «Apple Orchard» (2006), Carpark Records
- «Master of None» (2006), Carpark Records
- «Heart of Chambers» (2008), Carpark Records
- «Gila» (2008), Carpark Records
- «You Came to Me» (2008), Carpark Records
- «Used to Be» (2008), Carpark Records
- «Norway» (2010), Bella Union
- «Zebra» (2010), Sub Pop
- «Lazuli» (2012), Sub Pop